# 别孕烷二醇
别孕烷二醇（英語：Allopregnanediol，又称5α-孕烷-3α,20α-二醇，5α-pregnane-3α,20α-diol）是一种内源的孕酮和别孕烷醇酮代谢产物，也是孕烷二醇（5β-孕烷-3α,20α-二醇）立体同分异构体。别孕烷二醇能作为别构调节GABA受体的部分激动剂，因此可能起到神经甾体的生物学作用，也能作为人孕烷X受体的激动剂，尽管EC50比其他内源性的孕烷衍生物（如孕烯醇酮、孕烷二醇、5α-双氢孕酮、别孕烷醇酮）低一个数量级以上。